# Catharine Macaulay
Catharine Macaulay (Olantigh, 23 de marzo de 1731 - Binfield, 22 de junio de 1791), también conocida como Catharine Graham y Catharine Sawbridge, fue una historiadora inglesa. Fue la primera mujer inglesa en convertirse en historiadora y durante su vida la única historiadora del mundo.

## Primeros años
Catharine Macaulay era hija de John Sawbridge (1699-1762) y Elizabeth Wanley (fallecida en 1733) de Olantigh . Sawbridge era un terrateniente de Wye, Kent, cuyos antepasados eran los terratenientes de Warwickshire .
Fue educada en casa por una institutriz. En el primer volumen de su Historia de Inglaterra, Macaulay afirmó que desde una edad temprana fue una lectora prolífica, en particular de "aquellas historias que exhiben la libertad en su estado más exaltado en los anales de las Repúblicas romana y griega ... [ desde la infancia] la libertad se convirtió en objeto de un culto secundario ". Sin embargo, este relato está en desacuerdo con lo que le dijo a su amigo Benjamin Rush, a quien se describió a sí misma como "una chica irreflexiva hasta los veinte años, momento en el que contrajo el gusto por los libros y el conocimiento al leer un extraño volumen de historia, que recogió en una ventana de la casa de su padre ". También le dijo a Caleb Fleming que no sabía latín ni griego. 
Poco se sabe sobre sus primeros años. En 1757, una erudita en latín y griego, Elizabeth Carter, visitó una función en Canterbury donde conoció a Macaulay, que entonces tenía 26 años. En una carta a un amigo, Carter describió a Macaulay como una "mujer muy sensible y agradable, y mucho más profundamente erudita de lo que parece una buena dama; pero entre las leyes espartanas, la política romana, la filosofía de Epicuro y el ingenio de St. . Evremond, parece haber formado un sistema de lo más extraordinario ".

## La historia de Inglaterra
Entre 1763 y 1783, Macaulay escribió, en ocho volúmenes, La historia de Inglaterra desde la adhesión de Jaime I a la de Brunswick Line . Sin embargo, al completar los últimos tres volúmenes, se dio cuenta de que no llegaría a 1714 y, por lo tanto, cambió el título a Historia de Inglaterra de la adhesión de Jaime I a la Revolución . Siendo prácticamente desconocida antes de la publicación del primer volumen, de la noche a la mañana se convirtió en "la celebrada Sra. Macaulay ".
La Historia es una historia política del siglo XVII. El primer y segundo volumen cubren los años 1603-1641; los volúmenes tres y cuatro cubren 1642-1647; el quinto volumen cubre 1648-1660; los volúmenes seis y siete cubren 1660-1683 y el último volumen abarca 1683-1689. Macaulay eligió este período porque, como escribió en el primer volumen, quería "hacer justicia ... a la memoria de nuestros ilustres antepasados". Lamentó que sus contemporáneos hubieran olvidado que los privilegios de los que disfrutaban habían sido luchados por "hombres que, con el riesgo e incluso la pérdida de la vida, atacaron las formidables pretensiones de la familia Stewart y alzaron las banderas de la libertad contra un tiranía que se había establecido durante una serie de más de ciento cincuenta años ".
Creía que los anglosajones habían poseído libertad e igualdad con las instituciones representativas, pero que estas se perdieron en la conquista normanda . La historia de Inglaterra, en opinión de Macaulay, era la historia de la lucha de los ingleses para recuperar sus derechos que fueron aplastados por el "yugo normando". Consideró a la Commonwealth de Inglaterra como "la época más brillante que jamás haya adornado la página de la historia". . . Nunca los anales de la Humanidad proporcionaron el ejemplo de un gobierno, tan recién establecido, tan formidable para los estados extranjeros como lo fue en este período de la Commonwealth inglesa ". El Parlamento Largo fue "el gobierno más patriótico que jamás haya bendecido las esperanzas y los esfuerzos militares de un pueblo valiente".  La lucha del ejército parlamentario "no fue un comercio de sangre, sino un ejercicio de principios y obediencia al llamado de la conciencia, y su conducta no sólo fue desprovista de insolencia, sino benevolente y humana". 
Macaulay justificó la ejecución del rey Carlos I alegando que "los reyes, los servidores del Estado, cuando degeneraron en tiranos, perdieron su derecho a gobernar". Siguiendo el argumento de Defensa del pueblo de Inglaterra de John Milton, argumentó que "los juramentos de lealtad debían entenderse como vinculantes condicionalmente, de acuerdo con la observancia de los juramentos que los reyes hicieron a su pueblo". Y tampoco las leyes de Dios ni la naturaleza estaban en contra de los pueblos dejando a un lado los Reyes y real del gobierno, y la adopción de formas más convenientes".
Fue muy crítica con Oliver Cromwell, a quien denunció como "el usurpador vano y glorioso" y como "individuo, sin exaltarse por encima de sus hermanos en ninguna de esas dotes privadas que constituyen la verdadera grandeza de carácter, o sobresalir en cualquier calidad, pero en la medida de una ambición vana y perversa ". Fue el responsable de poner fin a un "período de gloria nacional ... cuando Inglaterra, después de tanto tiempo sometido a la tiranía monárquica, no pudo superar en la constitución de su gobierno ... todas las circunstancias de gloria, sabiduría y felicidad relacionadas con la antigüedad. o imperios modernos ".
Su visión de la Revolución Gloriosa de 1688 fue crítica. Reconoció que el Acuerdo Revolucionario limitaba el poder de la corona y había rechazado el "derecho hereditario irrenunciable" en favor de "un contrato con el pueblo" como base del poder de la monarquía. Sin embargo, también afirmó que los patriotas habían desatendido "esta justa oportunidad de cortar todas las prerrogativas de la corona" que habían "imputado justamente las calamidades y heridas sufridas por la nación". El Acuerdo de la Revolución no había logrado "admitir ninguno de esos refinamientos y mejoras que la experiencia de la humanidad les había permitido hacer en la ciencia de la seguridad política".
Macaulay compartió el anticatolicismo de sus compañeros radicales, escribiendo en el capítulo que cubre la rebelión irlandesa de 1641 de los "incesantes intentos de los papistas por todos los medios, de traer todas las cosas de nuevo al sometimiento a la Iglesia de Roma; su confesión máxima de que la fe no se debe mantener con los herejes; sus principios religiosos calculados para el apoyo del poder despótico, e inconsistentes con el genio de una constitución libre ".
A lo largo de su Historia, Macaulay mostró preocupación por el carácter moral y la conducta de los sujetos. A sus ojos, el interés propio era la peor falta de la que era capaz un rey o un político. Criticó "su aparente devoción a la política para beneficio personal más que para el avance de la libertad". Su enfoque fue moralizador, ya que creía que solo un pueblo virtuoso podía crear una república.
Los Whigs dieron la bienvenida a los primeros volúmenes de la Historia como una respuesta whig a la Historia "Tory" de Inglaterra de David Hume . Sin embargo, en 1768, las relaciones entre ella y los Whigs se enfriaron. Se publicó el volumen cuatro de la historia; esto se refería al juicio y ejecución de Carlos I. Macaulay expresó la opinión de que la ejecución de Carlos estaba justificada, elogió a la Commonwealth de Inglaterra y reveló simpatías republicanas. Esto provocó que los Whigs de Rockingham la abandonaran.
Thomas Hollis registró en su diario (30 de noviembre de 1763) que "la Historia está escrita con honestidad, y con una habilidad y un espíritu considerables; y está llena de los sentimientos de libertad más libres y nobles". Horace Walpole escribió a William Mason, citando con aprobación la opinión de Thomas Gray de que era "la historia de Inglaterra más sensata, no afectada y mejor que hemos tenido hasta ahora". A principios de 1769, Horace Walpole registró una cena con "la famosa Sra. Macaulay": "Ella es uno de los lugares que todos los extranjeros deben ver". Sin embargo, Walpole cambió más tarde de opinión: "La historiadora, que se inclina por la causa de la libertad como fanática de la Iglesia y los realistas por la tiranía, ejerce una fuerza viril con la gravedad de un filósofo. Demasiado prejuiciosa para sumergirse en las causas, todo lo imputa a visiones tiránicas, nada a pasiones, debilidad, error, prejuicio y menos aún a lo que opera con más frecuencia y su ignorancia de lo que menos la calificaba de historiadora, a la casualidad y a los pequeños motivos ".
William Pitt elogió la Historia en la Cámara de los Comunes y denunció el sesgo conservador de Hume. También aprobaron Joseph Priestley y John Wilkes .  Alrededor de 1770, Lord Lyttelton escribió que Macaulay era "muy prodigiosa", con retratos de ella "en el mostrador de cada vendedor de impresiones". Había una figura de porcelana Derby de ella y una de las primeras figuras de cera de tamaño natural de Patience Wright era de Macaulay. James Burgh escribió en 1774 que Macaulay escribió "con el propósito de inculcar al pueblo británico el amor por la libertad y su país". Los estadistas franceses Mirabeau, Jacques Pierre Brissot y el marqués de Condorcet admiraron la Historia como correctivo a Hume. En 1798, el Ministerio del Interior francés recomendó la Historia en una lista de obras aptas para premios escolares.

Macaulay también deseaba escribir una Historia de Inglaterra desde la Revolución hasta la actualidad, sin embargo, solo se completó el primer volumen (que cubre 1688-1733).

## Política
Macaulay estuvo asociada con dos grupos políticos en las décadas de 1760 y 1770: los Real Whigs y los Wilkites. Sin embargo, estaba más interesada en la polémica que en la estrategia cotidiana. Fue partidaria de John Wilkes durante la controversia wilkesita de la década de 1760 y estuvo estrechamente asociada con la sociedad radical para los partidarios de la Declaración de Derechos. Ambos grupos querían reformar el Parlamento.

El conservador Samuel Johnson fue un crítico de su política:
Señor, hay una Sra. Macaulay en este pueblo, una gran republicana. Un día, cuando estaba en su casa, puse un semblante muy serio y le dije: "Señora, ahora soy un converso a su forma de pensar. Estoy convencido de que toda la humanidad está en pie de igualdad; y para darle una prueba incuestionable, señora, de que hablo en serio, he aquí un conciudadano muy sensato, cortés y de buen comportamiento, su lacayo; Deseo que se le permita sentarse y cenar con nosotros ". Así, señor, le mostré lo absurdo de la doctrina niveladora. Desde entonces nunca le agrado. Señor, sus niveladores deseen nivel hacia abajo tanto como a sí mismos; pero no pueden soportar subir de nivel. Todos tendrían algunas personas debajo de ellos; ¿Por qué no tener gente por encima de ellos?
En 1790, Macaulay afirmó que solo se refería a la desigualdad política, insistió en que no estaba "argumentando contra esa desigualdad de propiedad que más o menos debe darse en todas las sociedades".
Macaulay se opuso a la emancipación católica, criticando en 1768 a aquellos "que pretenden ser amigos de la Libertad y (por una afectación de pensamiento liberal) tolerarían a los papistas". Consideró a la gente de Córcega como "bajo la superstición papista" y recomendó las obras de Milton para iluminarlos.
Apoyó al exiliado corso Pasquale Paoli . En su Bosquejo de una forma democrática de gobierno defendía un estado de dos cámaras (Senado y Pueblo). Ella escribió que "El segundo orden es necesario porque ... sin que el pueblo tenga suficiente autoridad para ser clasificado así, no puede haber libertad ". El pueblo debe tener derecho a apelar la decisión de un tribunal ante el Senado y el Pueblo. Además, debería haber una rotación de todos los cargos públicos para prevenir la corrupción. Se necesitaba una ley agraria para limitar la cantidad de tierra que un individuo podía heredar para evitar la formación de una aristocracia. Afirmó que debía haber "un poder desenfrenado alojado en alguna persona, capaz de la ardua tarea de establecer un gobierno así" y afirmó que este debería ser Paoli. Sin embargo, Paoli se distanció de Macaulay ya que su única preocupación era mantener el apoyo inglés a Córcega en lugar de intervenir en la política interna.
Macaulay atacó los pensamientos de Edmund Burke sobre la causa del descontento actual . Ella escribió que contenía "un veneno suficiente para destruir toda la poca virtud y comprensión de la política sana que queda en la nación", motivado por "el principio corrupto del interés propio" de "la facción y el partido aristocráticos" cuya supremacía El objetivo era volver al poder. Burke no había comprendido que el problema residía en la corrupción que tuvo su origen en la Revolución Gloriosa. El parlamento se redujo a "un mero instrumento de administración real" en lugar de controlar al ejecutivo. Macaulay abogó por un sistema de rotación de diputados y "un poder de elección más amplio e igualitario".
Ninguna de las obras históricas o políticas de Macaulay se refería a los derechos de las mujeres. En su apoyo a la reforma parlamentaria, no prevé otorgar el voto a las mujeres. Ella estuvo fuertemente influenciada por las obras de James Harrington, especialmente por su creencia de que la propiedad era la base del poder político.
Durante una visita a Francia en 1774 cenó con Turgot, quien le preguntó si quería ver el Palacio de Versalles . Ella respondió que "no tengo ganas de ver la residencia de los tiranos, todavía no he visto la de los Georges".
Su último trabajo fue un panfleto que responde a las Reflexiones sobre la revolución en Francia de Burke (1790). Ella escribió que estaba bien que los franceses no hubieran reemplazado a Luis XVI, ya que esto habría complicado su tarea para garantizar la libertad. Ella respondió al lamento de Burke de que la era de la caballería había terminado afirmando que la sociedad debería liberarse de las " falsas nociones de honor" que no eran más que una "barbarie sentimental metodizada". Mientras que Burke apoyaba los derechos heredados de los ingleses en lugar de los derechos abstractos del hombre, Macaulay afirmó que la teoría de Burke de los derechos como obsequios de los monarcas significaba que los monarcas podían quitarles fácilmente los derechos que les habían otorgado. Solo reclamándolos como derechos naturales podrían asegurarse. La "presumida herencia de un inglés" que ella siempre había considerado como "una pretensión arrogante" porque sugería "una especie de exclusión del resto de la humanidad de los mismos privilegios". 

## Tratado sobre la inmutabilidad de la verdad moral
Fue miembro de toda la vida de la Iglesia de Inglaterra, aunque su aparente libre expresión de opiniones religiosas heterodoxas conmocionó parte de su contemporaneidad y la llevó a acusaciones de infidelidad. En su Tratado escribió que Dios era "omnipotente en el sentido más amplio de la palabra, y que sus obras y mandamientos" estaban "fundados en justicia y no en mera voluntad". El Tratado revela su optimismo sobre la humanidad y la creencia en el logro de la perfección en los individuos y la sociedad. También afirmó que la razón, sin fe, era insuficiente y escribió sobre la necesidad de que la Iglesia se concentrara "en las doctrinas prácticas de la religión cristiana", como los poderes dados por Dios al hombre para mejorar su propia condición y reducir el mal. También rechazó la idea de una naturaleza humana inherente: "No hay una virtud o un vicio que pertenezca a la humanidad, que no hagamos nosotros mismos".
Macaulay creía en la otra vida. Cuando cayó gravemente enferma en 1777 en París, le dijo a una amiga que la muerte no la asustaba porque no era más que "una breve separación entre amigos virtuosos" después de la cual se reunirían "en un estado más perfecto".

## Cartas sobre educación
Escribió en 1790 en sus Cartas sobre la educación, como lo hizo Mary Wollstonecraft dos años más tarde en Vindicación de los derechos de la mujer, que la aparente debilidad de las mujeres se debía a su mala educación.
En las Cartas, ella escribió "los pensamientos de un universo sin padre, y un conjunto de seres que se sueltan por casualidad o destino unos a otros, sin otra ley que la que dicta el poder y la oportunidad da derecho a precisar, enfría la sensibilidad de la mente sensible en indiferencia y desesperación ".

## Visita americana
Ella estuvo asociada personalmente con muchas figuras destacadas entre los revolucionarios estadounidenses. Fue la primera radical inglesa en visitar América después de la independencia, permaneciendo allí del 15 de julio de 1784 al 17 de julio de 1785. Macaulay visitó a James Otis y su hermana Mercy Otis Warren . Mercy escribió después que Macaulay era "una dama cuyos recursos de conocimiento parecen ser casi inagotables" y le escribió a John Adams que era "una dama de talento extraordinario, un genio imponente y brillantez de pensamiento". Según el biógrafo de Mercy, Macaulay tuvo "una influencia más profunda en Mercy que cualquier otra mujer de su época". Luego visitó Nueva York y conoció a Richard Henry Lee, quien luego agradeció a Samuel Adams por presentarle a "esta excelente dama". Por recomendación de Lee y Henry Knox, Macaulay se quedó en Mount Vernon con George Washington y su familia. Posteriormente, Washington escribió a Lee sobre su placer al conocer a "una dama ... cuyos principios son tan admirados y con tanta justicia por los amigos de la libertad y la humanidad". 

## Últimos años
Según Mary Hays, a Macaulay "el general Washington le había proporcionado muchos materiales" para una historia de la Revolución Americana, pero que "por el estado de salud enfermizo" se lo impidió. Macaulay escribió a Mercy en 1787: "Aunque la historia de su gloriosa revolución tardía es lo que ciertamente debería emprender si fuera joven de nuevo, sin embargo, tal como están las cosas, por muchas razones debo rechazar tal tarea".
Murió en Binfield en Berkshire el 22 de junio de 1791 y fue enterrada en la iglesia parroquial de Todos los Santos allí.

## Trabajos
- La historia de Inglaterra desde la adhesión de James I a la de Brunswick Line :
  - Volumen I (1763).
  - Volumen II (1765).
  - Volumen III (1767).
  - Volumen IV (1768).
  - Volumen V (1771).
  - Volumen VI (1781).
  - Volumen VII (1781).
  - Volumen VIII (1783).
- En "Philosophical Rudiments of Government and Society" del Sr. Hobbes, con un breve esbozo de una forma democrática de gobierno, en una carta al signor Paoli (1767), se pueden encontrar comentarios sueltos sobre ciertas posiciones .
- Observaciones sobre un panfleto titulado "Pensamientos sobre la causa de los descontentos actuales" (1770).
- Una petición modesta por la propiedad de los derechos de autor (1774).
- Un discurso al pueblo de Inglaterra, Escocia e Irlanda sobre la importante crisis actual de asuntos (1775).
- La historia de Inglaterra desde la revolución hasta la actualidad en una serie de cartas a un amigo. Volumen I (1778).
- Tratado sobre la inmutabilidad de la verdad moral (1783).
- Cartas sobre educación con observaciones sobre religiones y temas metafísicos (1790).
- Observaciones sobre las Reflexiones de la Rt. Hon. Edmund Burke, sobre la revolución en Francia (1790).